# Pachydota ducasa
Pachydota ducasa är en fjärilsart som beskrevs av William Schaus 1905. Pachydota ducasa ingår i släktet Pachydota och familjen björnspinnare. Inga underarter finns listade i Catalogue of Life.